# Marco Antonio Campeggi
Marco Antonio Campeggi (Padova, fine del XV secolo – Bologna, 7 maggio 1553) è stato un vescovo cattolico italiano.

## Biografia
Nato a Padova da Giovanni Zaccaria Campeggi e Dorotea Tebaldi, fu fratello del vescovo Tommaso e del cardinale Lorenzo Campeggi.
Si laureò a Bologna in diritto nel 1525 e seguì il fratello Lorenzo assistendolo negli affari e rivestendo per lui il ruolo di procuratore nell'amministrazione delle sue diocesi. Venne eletto vescovo di Grosseto il 23 marzo 1528, quando il Campeggi si trovava in Francia ad amministrare i possedimenti del fratello nella diocesi di Soissons; non poté subito prendere possesso della diocesi, trattenendosi in Francia fino al 1530, quando sempre il fratello lo inviò in Spagna presso la diocesi di Huesca e Jaca. Nel 1532 fu invece in Inghilterra ad amministrare i beni del cardinale Campeggi nella diocesi di Salisbury. L'anno successivo fu nominato vicario generale e procuratore della diocesi di Maiorca dal nipote, il vescovo Giovanni Battista Campeggi. Con il supporto del fratello, il Campeggi accumulò vari benefici ecclesiastici, arricchendosi e raggiungendo l'indipendenza economica. Dopo essere stato anche canonico di Maiorca, e priore e commendatario di San Maurilio di Clasburgo, si stabilì definitivamente a Grosseto nella sua diocesi.
Fu invitato a presenziare al concilio di Trento, ma non vi partecipò; prese parte invece alla prima sessione bolognese del concilio tenutasi nel 1547. Due gli interventi significativi: il 18 novembre discusse alcuni abusi praticati circa il sacramento dell'ordine e criticò l'usanza di alcuni padri di rinchiudere le figlie in convento contro la loro volontà; il 5 dicembre si espresse contrario all'approvazione dei matrimoni clandestini, che necessitavano di essere formalmente proibiti.
Visse gli ultimi anni tra Bologna e Grosseto. Morì a Bologna il 7 maggio 1553.